# キムラミチタのVibe ON! MUSIC
キムラミチタのVibe ON! MUSICは、2005年10月3日から2007年3月29日まで放送された広島エフエム放送の音楽ワイド番組（通称バイオン）。
紙屋町地下街シャレオiスタジオからの公開生放送。公式ホームページより生放送の様子をライブ配信している。

## 番組概要
- 9月まで放送されたMUSIC MANIAをパワーアップした番組。DJは引き続きキムラミチタが担当。スタッフもMUSIC MANIAのころから引き続き担当している。そのためか、番組の構成やコーナーがMUSIC MANIA時代と変わっていないところがある。

- SET STOCK'06、サウンドマリーナなど広島の野外ライブやイベントの宣伝などにも力を入れている。因みにキムラはSET STOCK'06を主に主催するRCC（中国放送）テレビの番組壺（2006年9月で終了）の構成を担当している。MUSIC MANIAと同じく、洋邦楽のパワープレイ、番組のイベントなどに力を入れている。

- 2007年3月29日の放送をもってキムラが卒業。2007年4月2日の放送から冨永晃道にDJをバトンタッチし、タイトルも冨永晃道のVibe ON!MUSICとなる。

## コーナー

### 現在のコーナー
- Vibe ON!ライヴ インフォメーション（木曜日のみ） - ライブ会場（広島クラブクアトロ）のスタッフと電話をつなぎ、オススメのバンド・アーティストを紹介してもらう。
- マチゴエリクエスト - 街角で数人のリクエストに答えるコーナー。2006年10月スタート。
- キムラセレクション - 毎日一つのテーマに基づいた曲をオンエアーするコーナー。
- Vibe ON! STUDIO - スタジオにバンド・アーティストを招き、ライブのこと、近況報告や質問などをする。ゲストコーナーだけでなく、アーティストの新曲紹介や特集が組まれることもある。2006年10月からシャレオがスポンサーになり、終了前にシャレオからのお知らせを入れている。
- Vibe ON! JAPAN&WORLD - 毎月、邦楽と洋楽を1曲ずつ番組がセレクトしている。
- Vibe ON! SHOPPING - アーティストのライブチケット先行予約を行う。
- Vibe ON! BREAK - 日替わりコーナーとなっている。
- Docomo presents Vibe ON!魁通信 - ドコモPresents魁No.2の宣伝コーナー。イベントやアーティストへの質問をするコーナーでもある。

### 過去のコーナー
- Vibe ON! MUSIC NET - リスナー参加型コーナー。毎週テーマと2つの選択肢を決め、リスナーにその意見を番組ホームページとメールで送ってきてもらう。木曜日に投票結果を発表する。2006年8月頃からは放送されなかった。
- シャレオ presents クイズ Are You From? - バンド・アーティストの出身地をクイズにしたコーナー。答えはメールで送る。制限時間は、曲が放送されている間のみ。正解した人の中から、抽選で1人にシャレオのお買い物券1000円分と番組オリジナルステッカーがもらえる。ネタ切れなのか、末期はタレントの出身地当てが多い。
- Vibe ON! MUSIC EXPRESS - バンド・アーティストの新曲やコメントを放送する。末期は不定期になりつつあった。
- Vibe ON! HIROSHIMA - お店やイベントの中心人物などをスタジオに招き、どんなことをするのか、などの広告をする。バンド・アーティストが出てくることもある。末期は不定期になりつつあった。
- ○○のじゃんけんじゃけん - 期間限定コーナー。電話が繋がったリスナーとアーティストがじゃんけんをする。勝ったリスナーには、番組オリジナルステッカーがもらえる。これまでに綾瀬はるか、玉木宏、ENDLICHERI☆ENDLICHERIが登場している。8月はキムラミチタ（だが、穴埋め企画とされているため数回のみの放送だった）、9月は上戸彩。
- GEORGIA Dream Catcher - 週に1人、有名人・芸能人のサクセスストーリーを放送する。当初は5時台最後にクイズを出すことがあった（2006年3月まではYell For GEORGIANというコーナー名だった）。2007年1月より『Over The Rainbow』の15:10から放送されることになった。

## 番組ライブイベント
2006年9月30日広島クラブクアトロにて、『ドコモPresents魁No.1」というこの番組担ってからは初となるライブイベントが行われる（MUSIC MANIA時代はパーティーマニアというイベント名だった）。出演アーティストは好色人種、APOGEE、いきものがかり。当初はオレスカバンドの出演も予定されていたが、メンバーの体調不良で出演できなくなった。
また、2007年3月19日には「魁No.2」の開催が決定。出演は、秦基博,松千、mink。
なお、3月19日は番組も通常通り放送され、17・18時台はキムラが担当し、19時台は後に2代目DJとなる冨永晃道が担当。

## タイムテーブル
- 17:00 オープニング
- 17:05 HFMトラフィックインフォメーション

＜提供：（水）ホームエコプランナー、（木）カッシーナ・イクスシー広島＞
- 17:20 DoCoMo presents Vibe ON!魁通信＜提供：NTTドコモ中国＞
- 17:30 HFMトラフィックインフォメーション＜提供：中国新聞社＞
- 17:32 HFMヘッドラインニュース
- 17:35 （木）Vibe ON!ライヴ インフォメーション
- 17:50 ON THE WAY COMEDY 道草＜提供：ENEOS他各社＞
- 18:05 HFMトラフィックインフォメーション
- 18:10 Vibe ON! STUDIO＜提供：シャレオ＞
- 18:30 HFMトラフィックインフォメーション
- 18:55 ニュース＋天気予報
- 19:10 キムラセレクション

## リンク
キムラミチタのVibe ON! MUSIC番組ホームページ 
| 広島エフエム放送 月〜木曜の17:00-20:00 | 広島エフエム放送 月〜木曜の17:00-20:00 | 広島エフエム放送 月〜木曜の17:00-20:00 |
| 前番組                                 | 番組名                                 | 次番組                                 |
| -------------------------------------- | -------------------------------------- | -------------------------------------- |
| MUSIC MANIA                            | キムラミチタのVibe ON!MUSIC            | 冨永晃道のVibe ON!MUSIC                |